# 天翔大橋
天翔大橋（てんしょうおおはし）は宮崎県西臼杵郡日之影町岩井川に所在し、五ヶ瀬川に架かる橋である。建設時の名称は高松大橋（たかまつおおはし）。日本最大の鉄筋コンクリート固定アーチ橋であり、アーチスパン260メートル (m)、水面から橋面までの高さ143 mはともに鉄筋コンクリート造橋の中で国内最大である。
2000年土木学会田中賞、プレストレストコンクリート技術協会賞、農業土木学会賞、2002年国際コンクリート連合fib賞 特別賞。

## 概要
五ヶ瀬川上流部に位置し、高さ100 mにもなる柱状節理からなる渓谷上に架橋された橋である。農産物の円滑な輸送を目的とした農業基盤の構築のため、宮崎県北部の中山間地域を結ぶ、広域営農団地整備計画の一環で建設された。
名前の由来は「橋の形が鳥が翼を広げて羽ばたいているよう」、「この橋が21世紀の架け橋となるように」という願いがこめられている。
橋には小型風車が5機設置されており、歩道用の電源として供給されるほか、観光資源としても活用されている。橋周辺には、橋を見学できるようにスペースが設置されている。
なお天翔大橋完成まで当時水面高が国内最大といわれ、「東洋一のアーチ橋」を謳っていた青雲橋は同じ日之影町内にある。

### 橋諸元
出典による
- 全長：463.2 m
- 幅：8.75 m（車道6.25 m + 歩道1.5 m）
- アーチ支間：260 m（鉄筋コンクリート造橋で国内最大）
- 上床板支間割：2 × 19.0 m + 18 + 9 × 19.0 m + 82 + 8 × 19.0 m
- 荷重：A活荷重
- 水面高：143 m（鉄筋コンクリート造橋で国内最大）
- 発注者：宮崎県
- 設計者：日本農業土木総合研究所（のちに宮崎県西臼杵支庁農政水産課に変更）
- 施工者：大成・川田JV
- 工期：1996年3月14日 - 2000年7月5日
- 施工方法：トラス・メラン併用工法、ＶＳＬ工法（斜吊り材、外ケーブル、補剛桁）
- 総工費：不明
- 受賞
  - 土木学会田中賞作品賞（2000年）
  - プレストレストコンクリート技術協会賞作品賞（2000年）
  - 農業土木学会賞（2000年）
  - 国際コンクリート連合fib賞 土木構造物部門最優秀賞（2002年）
  - 宮崎労働局・優良賞（建設中の無事故無災害に対する）

### 道路諸元
出典による。
- 所属路線：ふるさと農道 松の木地区
- 間接接続：国道218号
- 車線数：片側1車線

## 沿革
- 1996年（平成8年）3月14日：着工
- 2000年（平成12年）7月5日：竣工

## 周辺
- 天翔大橋簡易郵便局
- 栗きんとん 栗九里 (マロンハウス甲斐果樹園)
- 日之影町立高巣野小学校